# Mlodyskiny
Mlodyskiny, właśc. Kacper Kityński (ur. 7 lutego 2000 w Nowym Sączu) – polski raper i autor tekstów.
Jest współzałożycielem kolektywu LTE Boys Global, który zakończył swoją działalność w 2020 roku. Pierwsze utwory zaczął publikować w 2016 roku pod pseudonimem downtheforest. 17 grudnia 2016 roku zmienił swój pseudonim na Mlodyskiny. Od tego czasu wydał projekty „Reminiscencja” i „17_lost_tapes” w 2018, „Waste” w 2019 i „Zęby EP” w 2020. W 2021 r. jego album studyjny CHUDY zajął 41. miejsce w zestawieniu OLiS.

## Kariera
Kityński rozpoczął swoją działalność w internecie pod pseudonimem Ahus. W 2015 roku pod tą nazwą zaczął publikować różne filmy na YouTube o tematyce komediowej i wideoblogi, w których dzielił się swoimi przemyśleniami na różne tematy. Często współpracował z Jakubem Chuptysiem. 11 maja 2017 r. udzielił wywiadu dla Czwórki. Później usunął większość swoich filmów z kanału Ahus oraz odszedł od tej działalności, by skupić się na karierze muzycznej. Do dziś kanał uzbierał 146 tysięcy subskrybentów (stan na wrzesień 2021 r.).

### 2016–2018: Początki
W 2016 roku rozpoczął działalność pod pseudonimem Mlodyskiny. 30 grudnia 2016 r. wydał swój pierwszy projekt Titled EP. W 2017 powstał kolektyw LTE Boys Global, którego Kityński jest współzałożycielem. 3 stycznia 2018 r. wydał swój debiutancki mixtape „Reminiscencja”. Projekt potem został usunięty ze sprzedaży po krytycznej opinii słuchaczy. 4 marca 2018 r. Kityński opublikował tylko na platformie SoundCloud mixtape 17_lost_tapes. Mixtape składał się z opublikowanych utworów z początku 2017 roku. 22 lipca razem z Młodym Yerbą opublikował EP „Chains”. Utwory z EP dały rozpoznawalność obu artystom, piosenka „dreams95” zdobyła 1 milion wyświetleń. EP później została usunięta z platform streamingowych. 29 lipca 2018 r. Kityński wydał utwór „Dvd” wraz z schafterem. Teledysk do utworu zdobył ponad 11 milionów wyświetleń, a singiel na Spotify uzyskał ponad 8 milionów odsłuchań (stan na wrzesień 2021 r.). 18 września wraz z raperem z Nowej Zelandii; Pope Flamez, wydał singiel „god’s gift”, który uzyskał prawie milion wyświetleń. Później ukazały się jeszcze single: „Xoxo” i „Who the F Is You”. Kityński pojawił się też gościnie na albumie Młodego Westa, Igloo i na EP Małego Elvisa, Metropolie oraz na albumie Młodego Yerby, Outcast.

### 2019–2020: Waste, Zęby EP
16 września 2019 r. Kityński wydał utwór „BEN 10” we współpracy z Ozzy’m i Syru. 10 października ukazał się pierwszy singiel „Crystal Tears” z jego debiutanckiego albumu studyjnego „Waste”. 17 października wydał drugi singiel „992”. 6 grudnia 2019 roku ukazał się jego pierwszy album studyjny „Waste”. Album został lepiej odebrany od poprzednich projektów. W 2019 r. Kityński także pojawił się gościnnie na albumie Heatwave od Pope Flameza. Rok 2020 rozpoczął od gościnnego występu na singlach „Biała noc” od Malego Elvisa i „Hades” od Młodego Yerby. 10 stycznia pojawił się pierwszy i jedyny singiel z jego EP „Zęby EP”, „Zioło i Perfumy” we współpracy z amerykańskim raperem KirbLaGoop’em. 22 stycznia singiel „Dvd” uzyskał status platynowej płyty. 26 lutego 2020 roku ukazał się „Zęby EP”. 6 maja nominowany przez Taco Hemingwaya i schaftera wziął udział w akcji hot16challenge2. 30 października Kityński dołączył do wytwórni rapera Szpaka, GUGU, wydając singiel „Równi I Równiejsi”. W 2020 r. wystąpił gościnnie na albumie Odcinanie od Młodego Yerby.

### 2021: CHUDY
Rok 2021 Kityński rozpoczął pracami nad nowym albumem CHUDY. 19 marca opuścił wytwórnię GUGU. 6 maja ukazał się pierwszy singiel z albumu „Hookah freestyle”. W celu promocji pre-orderu Kacper dodał do sprzedaży koszulki i susz CBD. 27 maja pojawił się drugi singiel z albumu pt. „Co u Ciebie słychać?” wraz z Yung Adiszem. 6 i 19 czerwca pojawiły się kolejne single: „Taki sam” i „Latarynka” z Hewrą, Młodym Dronem, Sami, Ozzy’m i Szamzem. 9 lipca ukazał się album CHUDY, wraz z albumem weszła do sprzedaży wersja fizyczna Zęby EP. CHUDY zajął 41. miejsce w zestawieniu OLiS. W lipcu Kityński otworzył swoją markę odzieżową eternalsorrow1511. 19 sierpnia 2021 r. wydał singiel „2 ALBO 5”. 26 sierpnia pojawił się gościnnie w utworze „Uciekam stąd” od Yung Nike. 18 października wystąpił gościnnie wraz z Młodym Yerbą w utworze „dla ziomów” od Malego Elvisa. 20 października wydał singiel „Martwe spodnie Prada”, następnie ukazuje się singiel „Kły”. Wszystkie single pochodzą z zapowiedzianej nie nazwanej EP.

## Dyskografia

### Albumy
- Waste (2019)
- CHUDY (2021)

### Mixtape
- Reminesencja (2018)
- 17_lost_tapes (2018)

### EP
- Titiled EP (2016)
- Zęby EP (2020)

### EP we współpracy
- Chains (z Młody Yerba) (2018)

### Single
- Blask (feat. Lil Tadek) (2018)
- „DVD” (gośc. schafter) (2018)[52] – platynowa płyta[53]
- God’s Gift (feat. Pope Flamez) (2018)
- Xoxo (2019)
- Who the F Is You (2019)
- 992 (2019)
- Crystal Tears (2019)
- Zioło i Perfumy (feat. KirbLaGoop) (2020)
- Równi I Równiejsi (2020)
- HOOKAH FREESTYLE (2021)
- CO U CIEBIE SŁYCHAĆ? (feat. Yung Adisz) (2021)
- TAKI SAM (2021)
- LATARYNKA (feat. Hewra, Młody Dron, Ozzy, Sami, szamz) (2021)
- 2 ALBO 5 (2021)
- MARTWE SPODNIE PRADA (2021)
- KŁY (2021)